# Max Knoll
Max Knoll (17 de julho de 1897 – 6 de novembro de 1969) foi um engenheiro elétrico alemão.

## Biografia
Knoll nasceu em Wiesbaden e estudou em Munique, obtendo um doutorado na Universidade Técnica de Berlim, no Institute for high voltage technology (literalmente, "Instituto para a tecnologia de alta voltagem"). Em 1927 tornou-se o chefe do grupo de pesquisas em elétrons da mesma universidade, onde, juntamente com seu colaborador Ernst Ruska, inventou o microscópio eletrônico. Em Abril de 1932, Knoll juntou-se à Telefunken em Berlim, desenvolvendo trabalhos no campo de projetos de televisores. Simultaneamente, manteve um grupo de estudos em Berlim.
Após a Segunda Guerra Mundial, Knoll ingressou na Universidade de Munique, sendo considerado um ótimo professor, alcançando o cargo de direção do Instituto de Eletromedicina.
Mudou-se para os Estados Unidos da América em 1948 para desenvolver trabalhos no departamento de Engenharia Elétrica da Universidade de Princeton.
Em 1956 retornou a Munique e investiu em uma série de experimentos na Technische Hochschule ("Escola Técnica") que envolviam a geração de fosfenos por estimulação elétrica em seu próprio cérebro e no de voluntários. Aposentou-se em 1966.